# Kiyama, Saga
Kiyama (基山町 Kiyama-chō) là một thị trấn thuộc huyện Miyaki, Saga, Nhật Bản.